# The Boys of Summer
The Boys of Summer è una canzone del batterista e cantante della rock band statunitense Eagles Don Henley, estratta come primo singolo dall'album Building the Perfect Beast e pubblicata nel 1984. Composta da Henley (musica e testi) e Mike Campbell (testi), si rivelò un grande successo, entrando nella top five di tutte le classifiche statunitensi arrivando al primo posto della Mainstream Rock Songs e al dodicesimo della Official Singles Chart. Sfruttando poi questa notorietà, venne pubblicata nuovamente nell'agosto 2013.
Anche il videoclip promozionale si guadagnò una notevole fama. Vinse infatti numerosi premi.

## Storia
La canzone di Henley è cementata sul riff ripetitivo 1-7-5 di Campbell e su un modello di accordi VI-IV-V-IV. 
La lirica è incentrata sul passaggio dalla giovane alla mezza età, scandito dal ricordo di una relazione passata, indicata con la proposizione "summer love" ripetuta nel ritornello.
In un'intervista fatta nel 1987 da Rolling Stone, Don spiegò che The Boys of Summer è più indirizzata a parlare dell'invecchiamento e a mettere in discussione il passato. — tema ricorrente nei testi di Henley.
In un'altra intervista fatta per la NME nel 1985, affermò che il verso "Un adesivo Deadhead su una Cadillac" è un chiaro esempio della pazzia della sua generazione:
In un'ennesima dichiarazione a Knoxville.com, Neil Giraldo, chitarrista e marito di Pat Benatar, disse che Henley arrivò in studio durante il processo di incisione di Love Is a Battlefield che aveva un ritmo abbastanza veloce, e gli chiese se poteva rubare questa velocità per usarla per The Boys of Summer. Giraldo acconsentì.

## Riconoscimenti
- Nel 1986, Henley vinse il Grammy Award per la migliore voce maschile in una canzone.[8]
- The Boys in the Summer si trova alla posizione 423 della lista dei 500 migliori brani della storia, redatta dalla rivista inglese Rolling Stone.

## Video musicale
Il videoclip del singolo è stato diretto da Jean-Baptiste Mondino ed è profondamente influenzato dalla Nouvelle Vague. Girato in bianco e nero, mostra il protagonista del pezzo in tre stadi diversi della sua vita (prima come un bambino, poi come un giovane adulto e infine come un uomo di mezza età) che rievoca durante ognuno di questi periodi il suo rapporto passato. Questo è visibile nella parte in corrispondenza al verso "A little voice inside my head said don't look back, you can never look back" ("Una vocina dentro la mia testa ha detto di non guardare indietro, non si può mai guardare indietro"), nella quale si vedono le tre persone che guardano indietro. 
Il giovane Henley è interpretato nel video da Josh Paul,. La ragazza da Audie England. La scena in cui i personaggi saltano in aria sembra essere stata influenzato dal film del 1938 Olympia. Tutto questo è poi intervallato a segmenti di Don che canta mentre guida una cabriolet. 

Il videoclip, come già accennato, vinse nel 1985 agli MTV Music Awards quattro premi, che vennero consegnati a Mondino dal cofondatore degli Eagles Glenn Frey: miglior video dell'anno, miglior regia, migliori direzione artistica e miglior fotografia.

## Classifiche
| Classifica (1984/85)                | Posizione massima |
| ----------------------------------- | ----------------- |
| Australia                           | 3                 |
| Canada                              | 15                |
| Germania                            | 18                |
| Irlanda)                            | 7                 |
| Paesi Bassi                         | 26                |
| Nuova Zelanda                       | 18                |
| Regno Unito                         | 12                |
| Stati Uniti                         | 5                 |
| Stati Uniti (mainstream rock songs) | 1                 |
| Classifica (1998)                   | Posizione massima |
| Irlanda                             | 23                |
| Regno Unito                         | 12                |
| Classifica (2009)                   | Posizione massima |
| Finlandia                           | 16                |
| Svezia                              | 35                |

## Cover dei Codeseven
L'album dei Codeseven A Sense of Coalition (1998) divenne popolare per la diffusione nelle radio dei college della cover di The Boys of Summer (da non confondere con quella degli The Ataris).

## Cover di DJ Sammy
DJ Sammy (con la partecipazione delle cantanti Loona e Mel) pubblicò una cover della canzone nel novembre 2002, estratta come terzo e ultimo singolo dal suo disco Heaven. Anche se non ricevette le stesse critiche positive della versione originale, toccò il secondo posto della classifica inglese (dieci posti più in alto di quella di Henley) e vinse il disco di platino dalla RIANZ.

### Video musicale
Sono stati realizzati due videoclip per il singolo. Quello ufficiale presenta DJ Sammy che guida una classica Mercedes-Benz 190SL lungo le strade tortuose di una scogliera e Loona che accompagna cantando due giovani che si divertono su una spiaggia. Si inquadra poi di nuovo Sammy che arriva in serata ad una festa da ballo sempre su di un lido e infine incontra una sua amica di vecchia data.
La versione alternativa invece fa vedere DJ Sammy guidare una Mercedes-Benz CLK nei pressi di Barcellona accompagnato da un ragazzo apparentemente turbolento e seguito da due donne su un motorino li segue. Il video termina quando Sammy, snervato dal suo passeggero supponente, ferma la sua auto, esce a fare una passeggiata intorno ad esso e lo incomincia a picchiare, mentre le due ragazze si mettono a giocare a minigolf.

### Lista dei remix
1. Soulside Mix
2. Green Court Remix
3. Original Version
4. Humate Remix
5. Martin Eyerer Remix
6. Original Radio Mix
7. Original Extended Version
8. Single Version
9. Klubbheads Remix
10. Jessy Remix
11. BCD Project Remix

### Classifiche
| Classifica (2002/03)                  | Posizione massima |
| ------------------------------------- | ----------------- |
| Australia                             | 9                 |
| Austria                               | 49                |
| Belgio (Fiandre)                      | 20                |
| Irlanda)                              | 15                |
| Nuova Zelanda                         | 3                 |
| Paesi Bassi                           | 19                |
| Regno Unito                           | 2                 |
| Stati Uniti (hot dance singles sales) | 5                 |
| Svezia                                | 36                |

## Cover dei The Ataris
Nel 2003 il gruppo musicale statunitense The Ataris ha realizzato una reinterpretazione di The Boys of Summer, che inserì nell'album So Long, Astoria. Questa divenne un singolo (il più famoso della formazione) quando una radio iniziò a farla andare in onda di continuo. Raggiunse il secondo posto della Alternative Songs e il ventesimo della Billboard Hot 100. L'unica cosa, oltre alla sonorità tipicamente punk, che la differenzia dalla versione originale di Henley è il verso "Deadhead sticker" che, essendo non più adeguato alla fascia di età dei fan del gruppo, venne sostituita con "Black Flag sticker", in onore dell'omonima banda punk.

### Classifiche
| Classifica (2003)             | Posizione massima |
| ----------------------------- | ----------------- |
| Australia                     | 24                |
| Germania                      | 45                |
| Nuova Zelanda                 | 17                |
| Regno Unito                   | 49                |
| Stati Uniti                   | 20                |
| Stati Uniti (adult top 40)    | 18                |
| Stati Uniti (alternative)     | 2                 |
| Stati Uniti (mainstream rock) | 36                |
| Stati Uniti (pop)             | 10                |
| Svizzera                      | 87                |

## Altre versioni
- Nel 1985, i "JJ & The Morning Crew" (Jim Johnson & George Baier) della stazione radio WRIF di Detroit fecero una parodia di The Boys of Summer chiamata After the Brewery on Gratiot is Gone, ispirata dalla demolizione della fabbrica di birra della loro città ad opera della Stroh Brewery Company.
- Nel 2000, una rara versione acustica della canzone fu suonata da Don Henley in un episodio della serie televisiva "VH1 Storytellers".[36]
- Nel 2006 il quartetto norvegese composto da Espen Lind, Kurt Nilsen, Alejandro Fuentes e Askil Holm pubblicò una cover del brano che divenne una hit nel loro Paese, arrivando alla posizione 12 della VG-lista.
- Nello stesso anno, il gruppo di Chicago 7th Heaven eseguì una versione del pezzo simile a quella degli Ataris, anche se si diversificava per il ritmo più veloce.
- Il primo settembre del medesimo anno Custom Kings suonò il singolo in versione acustica in Like a Version, segmento del programma radiofonico "Mel in the Morning", trasmesso dall'emittente australiana Triple J.
- Altre rifacimenti della composizione sono stati fatti da Night Ranger, Show Of Hands, 3JS, A Balladeer, Bree Sharp, Sara Johnston, KT Tunstall e The Hooters.